# Samsung Galaxy Note 4
Galaxy Note 4 – smartfon firmy Samsung, zaprezentowany we wrześniu 2014 roku na targach elektronicznych IFA w Berlinie jako następca modelu Note 3.
W Polsce do oficjalnej sprzedaży trafiły dwie wersje tego urządzenia:
- SM-N910C - z procesorem Exynos 5433 zawierającym 4 rdzenie Cortex-A57 (1,9 GHz) oraz 4 rdzenie Cortex-A53 (1,3 GHz) i kartę graficzną ARM Mali-T760;
- SM-N910F - z procesorem Snapdragon 805 zawierającym 4 rdzenie Krait 450 (2,7 GHz) i kartę graficzną Adreno 420.